# Георгиевский (Тамбовская область)
Георгиевский — посёлок в Тамбовском районе Тамбовской области. Входит в состав городского поселения Новолядинский поссовет.
Находится в пригородной зоне Тамбова. Возник в 1953 году и развивается как учебный центр.

## География
Посёлок Георгиевский расположен в Цнинском лесу, примерно в 3 км к востоку от города Тамбова. В черту посёлка входит упразднённый населённый пункт Протасовский кордон.

## История
В 1953 году возле Протасовского кордона на базе лесозащитной станции организованы курсы трактористов (со временем преобразованные в школу механизации). Для наставников, работников и учащихся возвели дома, общежития.
С 1969 года училище перешло на трёхгодичный срок обучения и стало именоваться Тамбовским средним сельским профессионально-техническим училищем № 10 (СПТУ № 10). С этого времени поселение обозначалось как посёлок СПТУ-10.
В 2000 году в  Тамбовскую областную Думу поступило  предложение Тамбовского районного Совета о переименовании посёлка СПТУ-10 Новолядинского поссовета в посёлок Георгиевский, поддержанное региональным парламентом. 22 декабря 2000 года N 808  Постановлением Тамбовской областной Думы внесено в Правительство Российской Федерации предложение о переименовании посёлка; само постановление с материалами и обосновывающими переименование документами направлено в Федеральную службу геодезии и картографии России для проведения экспертизы.
16 мая 2001 года Постановлением правительства РФ посёлок СПТУ-10 переименован в Георгиевский.
6 мая 2004 года в честь святого Георгия Победоносца совместно с Отдельским казачьим обществом на территории лицея установлен памятный знак погибшим русским воинам.

## Население
| 2002 | 2010 |
| ---- | ---- |
| 648  | ↗654 |

## Инфраструктура
Действует филиал ТГОАУ «Институт повышения квалификации работников образования», учебно-методический центр «Авангард», кампус «Державинский» (в котором проводят соревнования по лыжным гонкам на призы ректора ТГУ имени Г. Р. Державина).
В посёлке расположена церковь Георгия Победоносца, памятный знак погибшим русским воинам.

## Транспорт
Легкодоступен автотранспортом.
Остановки общественного транспорта «СПТУ-10» и «Георгиевский».